# Lucas Brunner
Lucas Brunner (* 29. Mai 1967 in Bern; heimatberechtigt in Winterthur) ist ein Schweizer Schachspieler und Internationaler Grossmeister.

## Leben
Als Lucas Brunner 1994 den Titel Grossmeister erhielt, war er der erste in der Schweiz geborene Schachgrossmeister. Seit seinem zweiten Lebensjahr wuchs er in West-Berlin auf, wohnt aber seit 1990 wieder in der Schweiz, und zwar in Zug. Beim Weltschachverband FIDE ist er Administrator des Permanent Fund. Von 1991 bis 2000 war Brunner verantwortlich für die Schachberichterstattung in der Neuen Zürcher Zeitung. Er arbeitet heute als Senior Manager bei der Credit Suisse.

## Erfolge
Im Jahre 1983 gewann er in Ganderkesee die deutsche Jugendmeisterschaft U20. Den Titel Internationaler Meister erhielt er 1986. 1989 gewann er das Bohemians-Turnier in Prag, 1993 in Kecskemét ein Turnier der Kategorie 8 sowie gemeinsam mit John van der Wiel und Zoltán Ribli in Baden-Baden das Bank-Hofmann-Turnier. 1994 gewann er in Luzern die Schweizer Einzelmeisterschaft.
1983 nahm er an Brett sechs der deutschen Nationalmannschaft am Nordic Chess Cup teil sowie 1985 am Mitropacup. Für die Schweiz spielt er seit 1989, er nahm teil 1991 an der U26-Mannschaftsweltmeisterschaft, 1989 und 1992 an der Mannschaftseuropameisterschaft, 1989 und 1993 an der Mannschaftsweltmeisterschaft, an den Schacholympiaden 1990, 1992 und 1994 sowie am Mitropacup 1999.
Anfang der 1980er-Jahre und später bis 1990 spielte er für den Berliner Verein Lasker Steglitz. Mit der Solinger SG wurde er 1987 und 1988 deutscher Mannschaftsmeister, ebenso 1994, 1996 und 1998 mit der SG Porz, für die er von 1993 bis 2002 spielte. Für den Hamburger SK spielte er von 1990 bis 1993. Schweizer Mannschaftsmeister wurde er bisher achtmal mit der Schachgesellschaft Zürich: 1999, 2002, 2003, 2005, 2008, 2009, 2010 und 2016. Mit der SG Zürich nahm er ausserdem am European Club Cup 2012, 2014, 2015 und 2018 teil. Brunner spielt noch gelegentlich in der Nationalliga A (NLA), der schweizerischen Mannschaftsmeisterschaft, nimmt jedoch nicht mehr an internationalen Schachturnieren teil.
Seine Elo-Zahl beträgt 2424 (Stand: November 2023), seine bisher höchste war 2535 im Januar 1995.